# Dąbrowa Grotnicka
Dąbrowa Grotnicka este o arie protejată (sit de importanță comunitară — SCI) din Polonia întinsă pe o suprafață de 101,03 ha, integral pe uscat.

## Localizare
Centrul sitului Dąbrowa Grotnicka este situat la coordonatele 51°55′12″N 19°19′07″E / 51.92°N 19.3187°E.

## Înființare
Situl Dąbrowa Grotnicka a fost declarat sit de importanță comunitară în aprilie 2004 pentru a proteja 1 specie de plante.

## Biodiversitate
Situată în ecoregiunea continentală, aria protejată conține 2 habitate naturale: Păduri de stejar și carpen Galio-Carpinetum, Păduri stepice euro-siberiene cu Quercus spp..
La baza desemnării sitului se află o specie protejată de  plante: clopțelul cu frunze de crin (Adenophora lilifolia).